# Communauté de communes du Grand Couronné
Die Communauté de communes du Grand Couronné ist ein ehemaliger französischer Gemeindeverband mit der Rechtsform einer Communauté de communes im Département Meurthe-et-Moselle in der Region Grand Est. Sie wurde am 31. Dezember 2002 gegründet und umfasste 19 Gemeinden. Der Verwaltungssitz befand sich im Ort Champenoux.

## Historische Entwicklung
Mit Wirkung vom 1. Januar 2017 fusionierte der Gemeindeverband mit der Communauté de communes de Seille et Mauchère und bildete so die Nachfolgeorganisation Communauté de communes de Seille et Mauchère-Grand Couronné.

## Ehemalige Mitgliedsgemeinden
1. Agincourt
2. Amance
3. Bouxières-aux-Chênes
4. Buissoncourt
5. Cerville
6. Champenoux
7. Dommartin-sous-Amance
8. Erbéviller-sur-Amezule
9. Eulmont
10. Gellenoncourt
11. Haraucourt
12. Laître-sous-Amance
13. Laneuvelotte
14. Lenoncourt
15. Mazerulles
16. Moncel-sur-Seille
17. Réméréville
18. Sornéville
19. Velaine-sous-Amance